# Cora Volz
Cora Volz (* 1966 in Mainz) ist eine deutsche Bildhauerin.

## Leben
Cora Volz studierte von 1985 bis 1996 Kunsterziehung und Freie Bildende Kunst an der Johannes Gutenberg-Universität Mainz. 
Im Jahr 1995 erhielt sie ein Förderstipendium der Universität Mainz, 1997 wurde sie Meisterschülerin von Christa Biederbick.
Ihre Hauptwerke sind weibliche Porträtskulpturen (Halbfiguren und Büsten), die als Gipsabgüsse unter zusätzlicher Verwendung weiterer Materialien wie textilem Gewebe und farbigen Steinen gefertigt sind.
Cora Volz lebt in Mainz.

## Auszeichnungen
- 1998: Lincoln-Stipendium des Landes Rheinland-Pfalz
- 1999: Emy-Roeder-Förderpreis (Junge Rheinland-Pfälzer Künstlerinnen und Künstler)
- 1999: Förderpreis für Bildende Kunst der Stadt Mainz
- 2004: Kunstpreis des Zonta-Clubs Ludwigshafen/Pfalz

## Ausstellungen
Einzelausstellungen
- 1994: Spieglein, Spieglein im Essenheimer Kunstverein
- 1999: Galerie UP art, Neustadt an der Weinstraße
- 2001: Kunstverein Trier Junge Kunst in der Tuchfabrik Trier
- 2008: Gesellschaft der Freunde Junger Kunst, Berlin, mit Ulrike Gerst[1]

Teilnahme an Gruppenausstellungen
- 2000: Galerie Morgen, Frankfurt
- 2000: Bellevue-Saal, Wiesbaden
- 2001: 40 × 40 (III), Kunstverein Pirmasens
- 2002: 40 × 40 (IV), Mainzer Landtag
- 2003: 40 × 40 (V), Kunstverein Rügen
- 2004: Basarland, Kunsthaus Wiesbaden
- 2004: Studio des Kunstvereins Ludwigshafen
- 2004: Kunst aus Rheinland-Pfalz, Landesvertretung Rheinland-Pfalz
- 2006: Kunstkörperlich – Körperkünstlich, Kunsthalle Dominikanerkirche Osnabrück
- 2007: 4. Berliner Kunstsalon, Zentralwerkstatt der BVG